# Lijevi Degoj
 Lijevi Degoj  falu Horvátországban Zágráb megyében. Közigazgatásilag Pokupskóhoz tartozik.

## Fekvése
Zágráb központjától 36 km-re délre, községközpontjától 3 km-re délnyugatra a Kulpa bal partján fekszik. A község legkisebb települése. 

## Története
A település kezdetben közvetlenül a Kulpa partján feküdt, s a folyómeder kedveztőlten közelsége nem tette lehetővé a lakosság gyarapodását. Ráadásul a folyón való közlekedést és kompátkelést is akadályozta a sok homokzátony. Emiatt a falu észak–déli irányú fekvése a 20. századra megváltozott. A közlekedés iránya kelet–nyugati lett és a falu is ebben az irányban terjeszkedett, ezzel egyúttal északkabbra került a folyótól.
1857-ben 161, 1910-ben 167 lakosa volt. Trianon előtt Zágráb vármegye Pisarovinai járásához tartozott. 2001-ben a falunak 67 lakosa volt.

## Lakosság
| Lakosság változása | Lakosság változása | Lakosság változása | Lakosság változása | Lakosság változása | Lakosság változása | Lakosság változása | Lakosság változása | Lakosság változása | Lakosság változása | Lakosság változása | Lakosság változása | Lakosság változása | Lakosság változása | Lakosság változása |
| ------------------ | ------------------ | ------------------ | ------------------ | ------------------ | ------------------ | ------------------ | ------------------ | ------------------ | ------------------ | ------------------ | ------------------ | ------------------ | ------------------ | ------------------ |
| 1857               | 1869               | 1880               | 1890               | 1900               | 1910               | 1921               | 1931               | 1948               | 1953               | 1961               | 1971               | 1981               | 1991               | 2001               |
| 161                | 168                | 181                | 167                | 181                | 167                | 151                | 169                | 153                | 146                | 138                | 106                | 99                 | 89                 | 67                 |